# Greg Kuperberg
Greg Kuperberg (4 luglio 1967) è un matematico statunitense nato in  Polonia, è professore di matematica presso l'University of California, Davis.
Le aree di interesse degli studi di Kuperberg includono topologia algebrica, algebra quantistica, calcolo combinatorio, geometria convessa, algebra non commutativa, informatica quantistica, algoritmi quantistici e probabilità non commutative.

## Biografia
Kuperberg, sposato con Rena Zieve (fisico, anch'essa professore presso l'University of California), figlio di due matematici, Krystyna Kuperberg e Włodzimierz Kuperberg, nacque in Polonia nel 1967, ma la sua famiglia emigrò inizialmente nel 1969 in Svezia a seguito della crisi politica polacca del 1968 e successivamente nel 1974, negli Stati Uniti, sistemandosi temporaneamente ad Auburn (Alabama).
Kuperberg nel 1982, a soli 15 anni, programmò un famoso videogioco, Paratrooper, che si diffuse molto rapidamente nei personal computer IBM del tempo, altri due videogiochi altrettanto famosi, J-Bird e PC-Man, fecero seguito un anno dopo.
Nel 1983 si iscrisse alla Harvard University dove nel 1987 ricevette una laurea di grado bachelor.
Dopo avere lasciato Harvard, Kuperberg continuò i suoi studi alla University of California, Berkeley, conseguendo il titolo di Ph.D. in topologia algebrica e algebra quantistica nel 1991 avendo come relatore Andrew Casson. Dal 1991 fino al 1992, Kuperberg è stato membro del gruppo di postodottorato presso l'NSF e professore assistente aggiunto a Berkeley, e dal 1992 al 1995 è stato titolare di cattedra presso il Dickson Instructorship University of Chicago. Dal 1995 al 1996, Kuperberg è stato Gibbs Assistant Professor alla Yale University e successivamente entrò nella facoltà di matematica della University of California, Davis.

Insieme a Scott Aaronson, professore al MIT di Boston, mantiene dal 2005 una rivista scientifica, Theory of Computing, dedicata alla  diffusione globale e libera della ricerca nell'informatica teorica.

## Pubblicazioni
Kuperberg conta più di cinquanta pubblicazioni fra cui, due nel prestigioso Annals of Mathematics.
- The quantum G2 link invariant, Internat. J. Math. 5 (1994), no. 1, 61-85.
- Non-involutory Hopf algebras and 3-manifold invariants, Duke Math. J. 84 (1996), 83-129.
- Generalized counterexamples to the Seifert conjecture, Ann. of Math. (2) 144 (1996), no. 3, 547-576.
- Symmetry classes of alternating-sign matrices under one roof, Ann. of Math. (2) 156 (2002), no. 3, 835-866.
- A subexponential-time quantum algorithm for the dihedral hidden subgroup problem, arXiv:0302112 (quant-ph)[collegamento interrotto].
- Numerical cubature using error-correcting codes, arXiv:0402047 (math.NA).